# Figura de pensamiento
Una figura de pensamiento es una figura retórica que afecta el significado de las palabras con el fin de realzar el mismo dentro del discurso.
Las figuras de pensamiento se clasifican en ocho grupos:
- De amplificación.
- De acumulación.
- Lógicas.
- De definición.
- Oblicuas.
- De diálogo o patéticas.
- De argumentación o dilécticas.
- De ficción.

## Figuras de amplificación
En latín, amplificatio, la figura de amplificación no es tanto un desarrollo  extenso de una idea, más bien es su realce (por un uso especial de la entonación, por ejemplo), en la práctica las figuras de amplificación incluyen técnicas de alargamiento de los contenidos de un texto. 
Las figuras de amplificación son las siguientes: expolitio, interpretatio, paráfrasis, isodinamia, digresión y epifonema.

## Figuras de acumulación
Las figuras de acumulación son procedimientos que buscan la adición de elementos complementarios a las ideas expuestas. 
Las figuras de acumulación son las siguientes: enumeración, distributio, epífrasis y epíteto...

## Figuras lógicas
Las figuras lógicas son procedimientos que tienen que ver con las relaciones lógicas entre las ideas dentro de un texto; de forma especial, se considera la relación de contradicción o antinomia, por lo que la figura lógica por antonomasia es la antítesis.

## Figuras de definición
Las figuras de definición (y descripción) se utilizan para reflejar lingüísticamente la esencia o apariencia de los temas tratados (personas, objetos, conceptos...). 
Las figuras de definición y descripción son las siguientes: definitio, prosopografía, etopeya, pragmatografía, topografía, cronografía y evidentia / demonstratio.

## Figuras oblicuas
Las figuras oblicuas designan de forma indirecta una realidad utilizando las palabras en sentido apropiado. Constituyen la frontera con los tropos.
Las figuras oblicuas son las siguientes: perífrasis / circunloquio, lítotes y preterición.

## Figuras de diálogo o figuras patéticas
Las figuras de diálogo son las propias del estilo directo, pues subrayan el carácter comunicativo del discurso. Se denominan también figuras patéticas pues pretenden incidir afectivamente en el destinatario.
Las figuras de diálogo son las siguientes: apóstrofe / invocación, exclamación, interrogación retórica, optación y deprecación.

## Figuras dialécticas
Las figuras dialécticas o de argumentación son las propias de los debates dialécticos (la disputatio, en latín); se trata de técnicas argumentativas. 
Las figuras dialécticas son las siguientes: concessio, correctio, dubitatio, communicatio, conciliatio y distinctio / paradiástole; pueden, además, incluirse aquí las llamadas probationes argumentativas, o pruebas expuestas por el orador para defender su argumentación: simile, argumentum y sententia.

## Figuras de ficción
Las figuras de ficción permiten presentar como reales situaciones imaginarias.
Las figuras de ficción son las siguientes: personificación / prosopopeya, sermocinatio / idolopeya y subiectio / percontatio.
-->